# Patrick Alfred Buxton

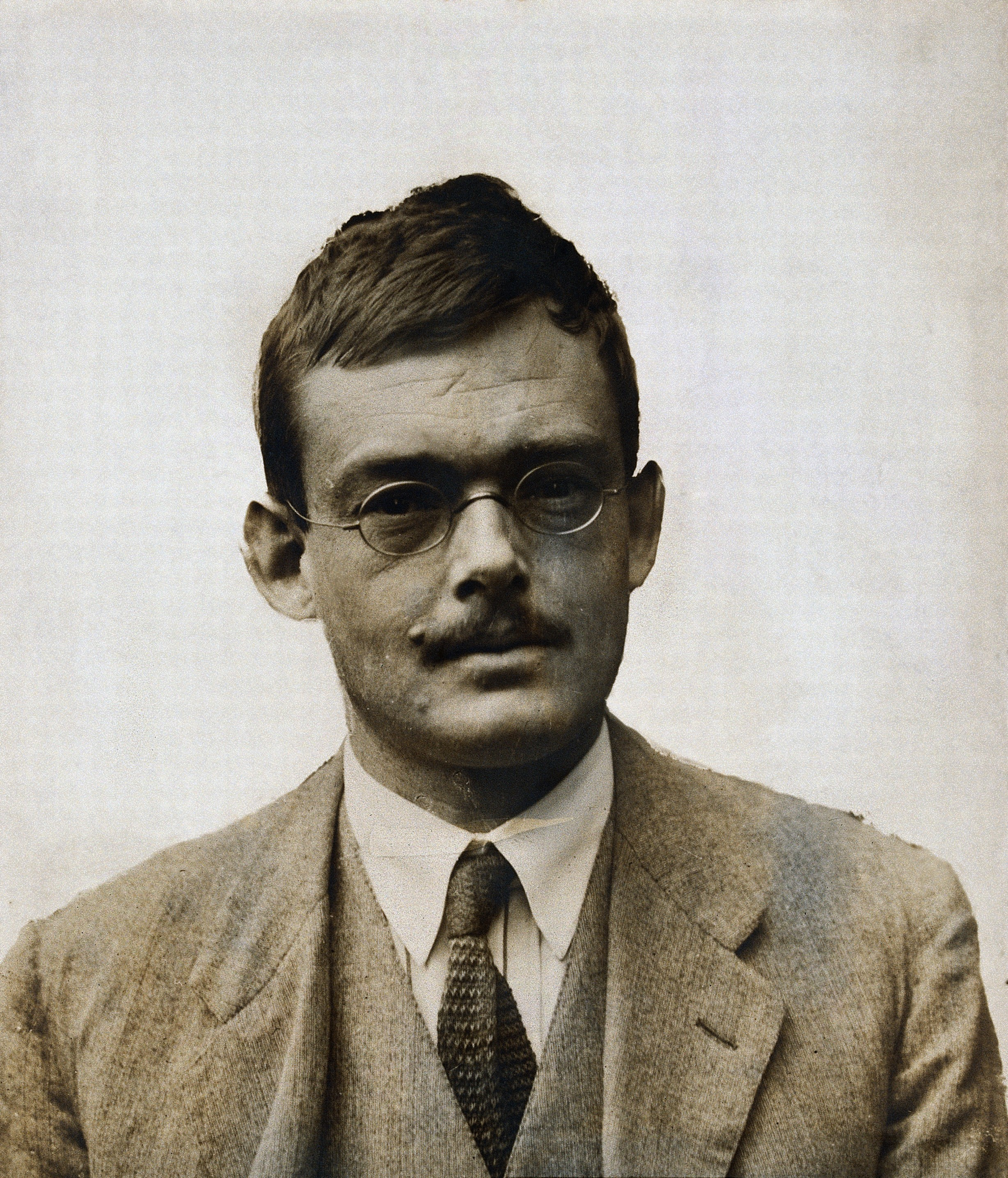
Patrick Alfred Buxton

Patrick Alfred Buxton (* 24. März 1892 in Paddington; † 13. Dezember 1955 in Gerrards Cross, Buckinghamshire) war ein britischer Entomologe, spezialisiert auf medizinische Entomologie (Parasitologie).

## Leben
Buxton war der Sohn eines Bankiers und er wurde von der Quäker-Tradition der Familie geprägt. Seine Mutter war eine Jex-Blake (mit weiblicher Professoren-Tradition in Oxford und Cambridge). Buxton studierte am Trinity College in Cambridge Naturwissenschaften und danach Medizin am St. George’s Hospital in London. Schon im Ersten Weltkrieg sammelte er für medizinische Zwecke Insekten in Mesopotamien und Persien. 1923 bis 1925 leitete er eine Expedition nach Samoa, den Neuen Hebriden und westpazifische Inseln. 1925 wurde er Nachfolger von Alfred Alcock  (1859–1933) als Leiter der Entomologie an der London School of Hygiene and Tropical Medicine. 1933 wurde er Professor für Entomologie an der University of London. Dort arbeitete er mit Vincent Wigglesworth über Insekten-Physiologie zusammen.
Bekannt war seine Studie über die Laus von 1939, in der er sich selbst und Freunde und Familie als Versuchsobjekt benutzte.
Im Zweiten Weltkrieg waren seine Forschungen zu Insektiziden wichtig bei der Bekämpfung von Typhus in Italien und anderer durch Insekten übertragender Krankheiten unter Soldaten und Zivilisten.
Neben Insekten veröffentlichte er auch über Ornithologie.
Er war Fellow der Royal Society (1943) und der Linnean Society of London, deren Linné-Medaille er erhielt. Außerdem war er Companion of the Order of St Michael and St George (CMG). 1942/43 und 1953/54 war er Präsident der Royal Entomological Society of London. Er war auch Präsident der Linnean Society und Mitglied des Medical Research Council.

## Schriften
- Animal life in deserts : a study of the fauna in relation to the environment, London: Arnold 1923
- Fleas as a menace to man and domestic animals. Their life-history, habits and control, British Museum (Natural History), 4. Auflage 1937
- The Louse, London: Arnold, 1939, 2. Auflage 1947
- The Natural History of Tse-Tse flies, London: H. K. Lewis 1955